# Taux d'emploi

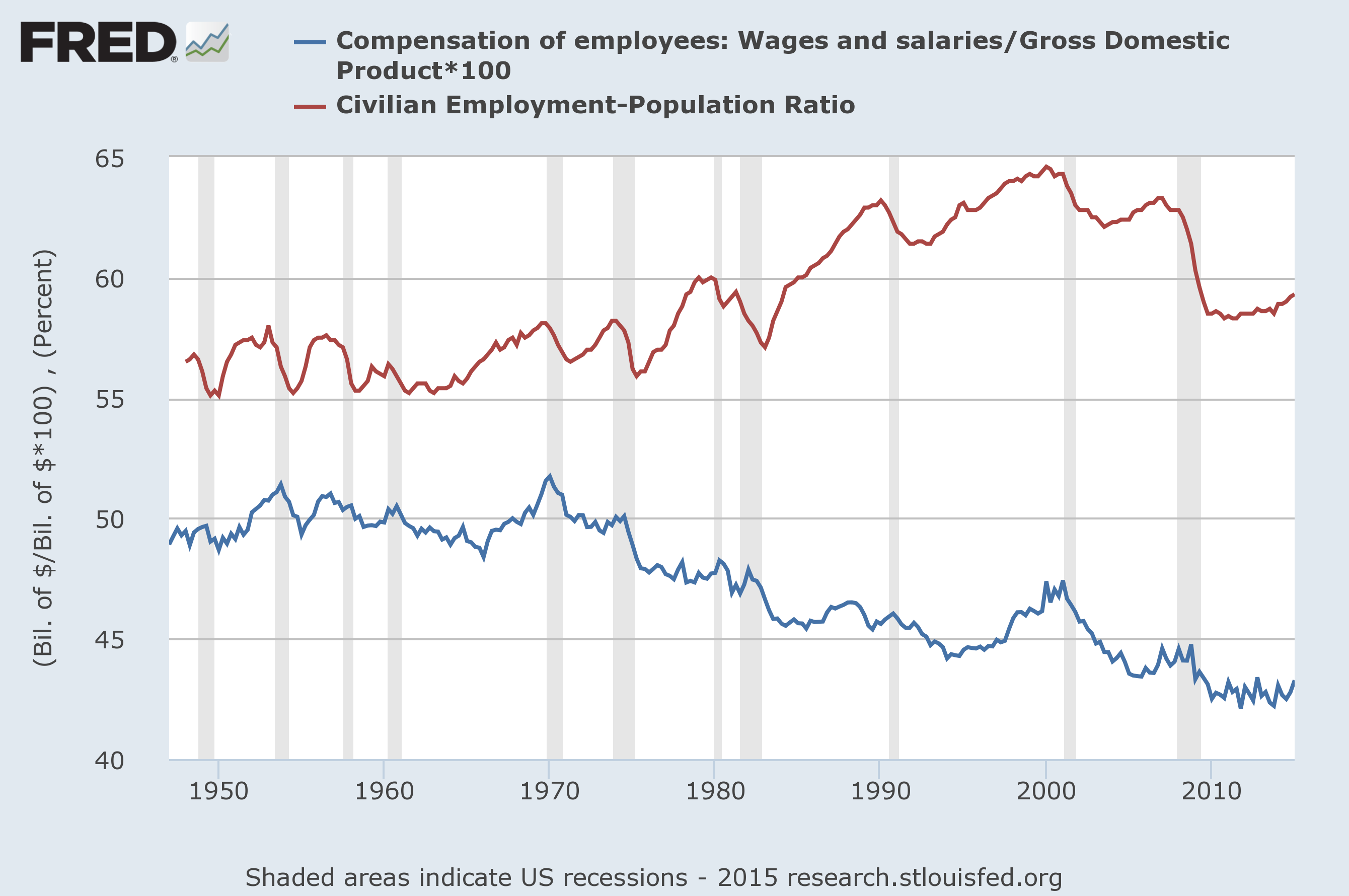
Les statistiques du taux d'emploi en nette baisse

Le taux d'emploi est la proportion de personnes disposant d'un emploi parmi celles en âge de travailler (15 à 64 ans). Le taux d'emploi reflète la capacité d'une économie à utiliser ses ressources en main-d'œuvre.
De nombreux économistes, et par exemple l'OCDE, estiment que le taux d'emploi est une mesure plus pertinente que le taux de chômage pour évaluer la situation du marché du travail d'un pays. En effet, le taux de chômage, même défini selon la norme internationale du BIT, peut être modifié par différentes manipulations comptables (chômeurs catégorisés à tort comme handicapés, incitation au renoncement pour les demandeurs d’emploi en fin de droits…) et particularismes locaux (faible participation des femmes…). La part des chômeurs découragés, qui ne sont plus décomptés comme chômeurs, très variable selon les pays, fausse également le niveau du taux de chômage.  

## Définition
L'INSEE définit le taux d'emploi  : ". le taux d’emploi à l’âge A représente la part des personnes d’âge A occupant un emploi parmi l’ensemble de la population d’âge A.". Il se distingue du taux d’emploi en équivalent temps plein (ETP) qui consiste à pondérer chaque emploi par sa quotité de travail. Le taux d'activité est lui définit comme étant à l'âge A  le rapport entre le nombre d’actifs d’âge A (personnes en emploi ou au chômage) et l’ensemble de la population ayant le même âge.

## Selon les pays

### Taux d'emploi des 15-64 ans en France et dans l'UE-27[4]
en %
| Année | France-Ensemble | France-Homme | France-Femme | UE-27 |
| ----- | --------------- | ------------ | ------------ | ----- |
| 2003  | 64,4            | 69,7         | 59,3         |       |
| 2004  | 64,2            | 69,3         | 59,3         |       |
| 2005  | 64,2            | 69,0         | 59,5         |       |
| 2006  | 64,1            | 68,7         | 59,7         |       |
| 2007  | 64,8            | 69,0         | 60,7         |       |
| 2008  | 65,3            | 69,4         | 61,3         |       |
| 2009  | 64,5            | 68,2         | 60,9         | 62,8  |
| 2010  | 64,4            | 68,1         | 60,7         | 62,6  |
| 2011  | 64,3            | 68,0         | 60,7         | 62,8  |
| 2012  | 64,4            | 67,9         | 61,0         | 62,6  |
| 2013  | 64,4            | 67,6         | 61,3         | 62,5  |
| 2014  | 64,5            | 67,4         | 61,8         | 63,2  |
| 2015  | 64,7            | 67,4         | 62,1         | 64,1  |
| 2016  | 65,0            | 67,8         | 62,4         | 65,2  |
| 2017  | 65,6            | 68,6         | 62,6         | 66,4  |
| 2018  | 66,1            | 69,1         | 63,3         | 67,3  |
| 2019  | 66,4            | 69,0         | 63,8         | 68,1  |
| 2020  | 66,1            | 68,7         | 63,6         | 67,0  |
| 2021  | 67,2            | 70,1         | 64,5         | 68,4  |
| 2022  | 68,1            | 70,8         | 65,6         | 69,9  |

### France
La France  avait un taux d'emploi de 63,8 % en 2005 pour la population des 15-64 ans ; ce niveau a progressé pour s'établir à 68,1 % en 2022. Ce niveau reste relativement bas par rapport à des pays équivalents au sein de l'OCDE.
Le taux d'emploi des adultes de 25 à 54 ans en France pour cette période s'est accru du fait de l'augmentation du taux d'activité des femmes, ainsi que le taux d'emploi des jeunes de 15-24 ans passant de 30,4 % à 34,9 %, et celui des adultes de plus de 55 ans, passant de 38,6 % à 56,9%. 
Après une période de forte progression, l’emploi et l’activité des femmes commencent à stagner depuis 2015. Il est passé de 1985 à 2015 de 64,7 % à 79,5 %, soit une progression de 14,8 points. 
On constate des variations identiques mais dans de moindres proportions pour ces 2 types de populations, au niveau de l'OCDE et de l'Union européenne ,.